# Anatoliy Novikov
Anatoliy Novikov (en ukrainien : Анатолій Новіков), né le 17 janvier 1947 et mort le 18 janvier 2022, est un judoka soviétique. Il participe aux Jeux olympiques d'été de 1972 dans la catégorie des poids mi-moyens et remporte la médaille de bronze de la compétition.

## Palmarès
URSS
- Jeux olympiques :
  -  Bronze : 1972[3].